# Deh Kabūd
Deh Kabūd (persiska: دِه كَبودِ چُواری, دِه قَبوت, دِه كَبود, ده کبود, Deh Kabūd-e Chovārī) är en ort i Iran.   Den ligger i provinsen Lorestan, i den nordvästra delen av landet, 400 km sydväst om huvudstaden Teheran. Deh Kabūd ligger 1 861 meter över havet och antalet invånare är 798.
Terrängen runt Deh Kabūd är varierad. Runt Deh Kabūd är det ganska tätbefolkat, med 56 invånare per kvadratkilometer. Närmaste större samhälle är Nūrābād, 12,1 km söder om Deh Kabūd. Trakten runt Deh Kabūd består i huvudsak av gräsmarker.